# Marsdenia stelostigma
Marsdenia stelostigma är en oleanderväxtart som beskrevs av Karl Moritz Schumann. Marsdenia stelostigma ingår i släktet Marsdenia och familjen oleanderväxter. Inga underarter finns listade i Catalogue of Life.